# Yucca filamentosa
Yucca filamentosa L. (sinonim cu Yucca angustifolia ; Yucca smailliana) este o specie de yucca ce înflorește în iulie - august. Aproape complet lipsită de tulpină este o plantă cu rizom vivace, rezistentă la geruri. 

## Caracteristici
- Flori albe - verzui, campanulate, dispuse într-o mare paniculă romboidală, ramificată. Tija florală este între 0,70 - 2,50 metri.
- Frunze, pungite, verzi - închis - glaucescent, până la 0,60 m lungime și 10 cm lățime, nedințate, tari, filamentoase, dispuse până la 50, în rozetă densă.

## Galerie de imagini

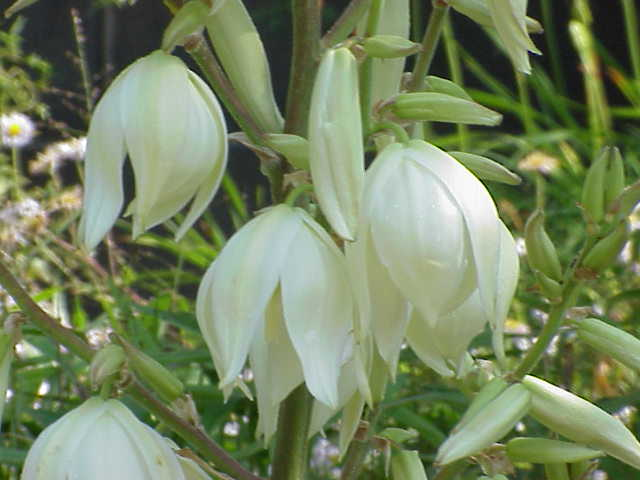
Floare
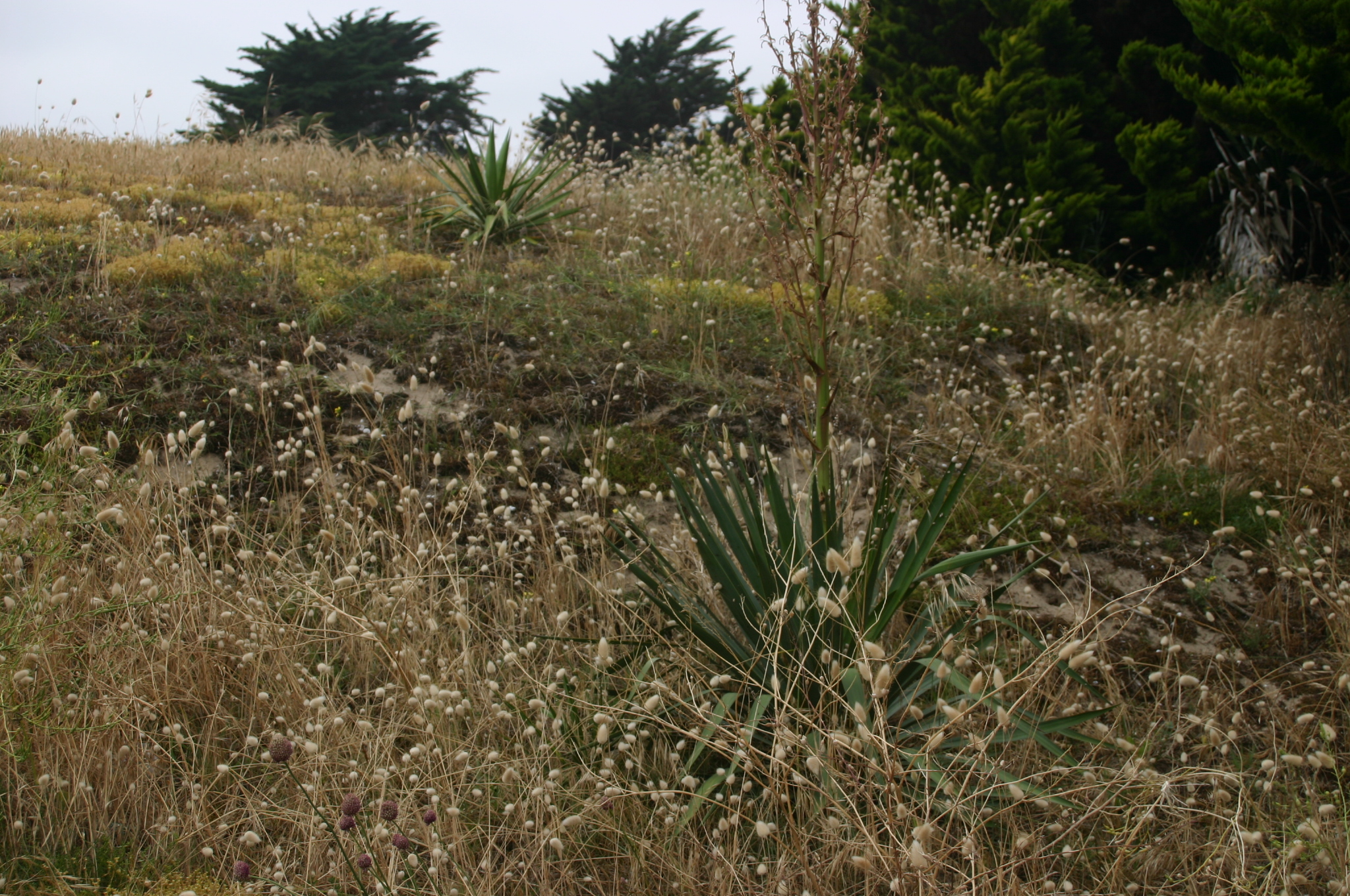
Naturalizată